# 達爾文任務
達爾文任務（Darwin）是歐洲太空總署建議的「基石」任務，該任務將由四到九艘太空船組成，旨在直接探測圍繞附近恆星運行的類地行星，並尋找這些行星上存在生命的證據。最新的設計設想三架自由飛行的太空望遠鏡，每架直徑三到四米，作為天文干涉儀編隊飛行。這些望遠鏡將把來自遙遠恆星和行星的光線重新定向到第四艘太空船，該太空船將包含光束組合器、光譜儀和乾涉儀陣列的攝影機，並且還將充當通訊樞紐。還有一種更早的設計，稱為“羅賓勞倫斯配置”，其中包括六台1.5米望遠鏡、一艘光束組合器航天器以及一艘獨立的電力和通信航天器。
達爾文任務研究於2007年結束，沒有計劃進一步的活動。為了產生影像，望遠鏡必須齊心協力運行，望遠鏡之間的距離控制在幾微米以內，望遠鏡和接收器之間的距離控制在約一奈米以內 。還需要進行更詳細的研究來確定這種精確度的技術是否真的可行。

## 外部連結
- Darwin: study ended, no further activities planned
- DARWIN Exoplanet Space Mission